# Blackwater Airport
Blackwater Airport är en flygplats i Australien. Den ligger i kommunen Central Highlands och delstaten Queensland, omkring 600 kilometer nordväst om delstatshuvudstaden Brisbane.
Trakten runt Blackwater Airport är nära nog obefolkad, med mindre än två invånare per kvadratkilometer.. Närmaste större samhälle är Blackwater, nära Blackwater Airport.
Omgivningarna runt Blackwater Airport är i huvudsak ett öppet busklandskap.  Genomsnittlig årsnederbörd är 819 millimeter. Den regnigaste månaden är januari, med i genomsnitt 153 mm nederbörd, och den torraste är augusti, med 10 mm nederbörd.